# قره پاپاق (قزاق)
قره پاپاق (به لاتین: Qarapapaq) یک منطقه مسکونی در جمهوری آذربایجان است که در شهرستان قزاق واقع شده است. قره پاپاق ۱۷۵۰ نفر جمعیت دارد.